# 메릴랜드주의 기

메릴랜드 주의 기

메릴랜드의 기는 메릴랜드주의 깃발이다.

## 특징
메릴랜드 주의 기는 미국이 형성되기 전 영국의 식민지 시대 때, 이 지역을 통치하고 있던 볼티모어 가의 문장을 그대로 주의 깃발로 채용한 것이 특징이다.

## 같이 보기
- 메릴랜드주